# Велюнь (Сарненський район)
Велю́нь — село в Україні, у Дубровицькій міській громаді Сарненського району Рівненської області. До 2020 року підпорядковувалося Велюнській сільській раді. Населення становить 635 осіб (2011).
Розташоване на березі річки Горинь. На північ від села знаходиться лісовий заказник загальнодержавного значення Висоцький заказник. Постраждало від аварії на ЧАЕС, входить у т. зв. третю зону радіаційного ураження.[джерело?]

## Назва
Польською мовою згадується як Wieluń, російською — як Велюнь.

## Географія
Площа села — 0,84 км². Поблизу села — річка Горинь. Згідно з дослідженням 2017 року, за яким оцінювалися масштаби антропогенної трансформації території Дубровицького району внаслідок несанкціонованого видобутку бурштину, екологічна ситуація села характеризувалася як «задовільна».

### Клімат
Клімат у селі вологий континентальний («Dfb» за класифікацією кліматів Кеппена). Опадів 613 мм на рік. Найменша кількість опадів спостерігається в лютому й сягає у середньому 29 мм. Найбільша кількість опадів випадає в червні — близько 89 мм. Різниця в опадах між сухими та вологими місяцями становить 60 мм. Пересічна температура січня — -5,6 °C, липня — 18,6 °C. Річна амплітуда температур становить 24,2 °C.
| Клімат Велюні                     | Клімат Велюні | Клімат Велюні | Клімат Велюні | Клімат Велюні | Клімат Велюні | Клімат Велюні | Клімат Велюні | Клімат Велюні | Клімат Велюні | Клімат Велюні | Клімат Велюні | Клімат Велюні | Клімат Велюні |
| Показник                          | Січ.          | Лют.          | Бер.          | Квіт.         | Трав.         | Черв.         | Лип.          | Серп.         | Вер.          | Жовт.         | Лист.         | Груд.         | Рік           |
| Середній максимум, °C             | −2,6          | −1,3          | 3,4           | 12,4          | 19,3          | 22,9          | 23,9          | 23,1          | 18,3          | 11,8          | 4,8           | 0,0           | 11,3          |
| Середня температура, °C           | −5,6          | −4,5          | −0,3          | 7,5           | 13,7          | 17,5          | 18,6          | 17,7          | 13,3          | 7,8           | 2,3           | −2,5          | 7,1           |
| Середній мінімум, °C              | −8,6          | −7,7          | −3,9          | 2,7           | 8,2           | 12,1          | 13,3          | 12,3          | 8,3           | 3,8           | −0,2          | −5            | 2,9           |
| Норма опадів, мм                  | 36            | 29            | 29            | 42            | 57            | 89            | 82            | 64            | 57            | 45            | 41            | 42            | 613           |
| --------------------------------- | ------------- | ------------- | ------------- | ------------- | ------------- | ------------- | ------------- | ------------- | ------------- | ------------- | ------------- | ------------- | ------------- |
| Джерело: Climate-Data.org (англ.) |               |               |               |               |               |               |               |               |               |               |               |               |               |

## Історія
Перша згадка про село датована 1537 роком. Князь Юрій Іванович Гольшанський у своєму заповіті залишив на користь своєї дружини, Марії Андріївни Сангушко, замок Вишгород (Висоцьк), двір Велєнь, двір Струга, села Лютиничі (Лютинськ) та інші. Текст у заповіті звучить так: «двор мой Вєлєнь с пашнею дворною і з людьмі, і со всім статком, а дворец мой которий єсмі купіл у Щоки Яцковича на ймя Стругу, также с пашнямі дворними і з людьмі, і со всім статком, а к тим двором сёла мої на ймя Лютиничі, з боярскими імєня, коториє держал от мене Івашко Корнач а Васко Булгакович». Дослідник Литовської метрики Юзеф Вольф датує сам заповіт 1528—1529 роками. Пізніше заповіт підтвердив польський король Сигізмунд I Старий 2 і 5 травня 1537 р. Своїм розпорядженням король наказував синам Юрія Івановича Гольшанського від Уляни Іванівни Боровської, Івану та Володимиру, передати Вишгород та двір Велюнь (у документі короля — Weleń) законній спадкоємиці — мачусі Марії.[джерело?]
За іншими даними село вперше згадується 1763 року.
Станом на 1859 рік, Велюнь було власницьким селом, тут діяла дерев'яна православна церква. До 1917 року село входило до складу Російської імперії. У 1906 році село входило до складу Висоцької волості Рівненського повіту Волинської губернії Російської імперії. У 1918—1920 роки нетривалий час перебувало в складі Української Народної Республіки.
У 1921—1939 роки входило до складу Польщі. У 1921 році село входило до складу гміни Висоцьк Сарненського повіту Поліського воєводства Польської Республіки. 1 січня 1923 року розпорядженням Ради Міністрів Польщі Висоцька гміна вилучена із Сарненського повіту і включена до Столінського повіту. У 1935 році село Велюнь разом з хуторами Козаки, Загробля та лісничівкою Велюнь належало до громади Велюнь гміни Висоцьк Поліського воєводства.
З 1939 року — у складі Рівненської області УРСР. У роки Другої світової війни деякі мешканці села долучилися до національно-визвольної боротьби у лавах УПА та ОУН. Загалом встановлено 12 жителів села, які брали участь у визвольних змаганнях, з них 2 загинуло, 10 було репресовано.
У 1947 році село Велюнь підпорядковувалося Велюнській сільській раді Висоцького району Ровенської області УРСР.
У 1970—1980-х роках Г. Охріменком було знайдено археологічні пам'ятки — селище ХІ-ХІІ ст. (на піщаних пагорбах у заплаві між річками Горинь і Случ) та селище ХІ ст., розташоване за 2 км на північ від села в урочищі «Осувлі», на піщаних пагорбах у заплаві річки Горинь.[джерело?]
Відповідно до прийнятої в грудні 1989 року постанови Ради Міністрів УРСР село занесене до переліку населених пунктів, які зазнали радіоактивного забруднення внаслідок аварії на Чорнобильській АЕС, жителям виплачувалася грошова допомога. Згідно з постановою Кабінету Міністрів Української РСР, ухваленою в липні 1991 року, село належало до зони гарантованого добровільного відселення. На кінець 1993 року забруднення ґрунтів становило 5,88 Кі/км² (137Cs + 134Cs), молока — 5,46 мКі/л (137Cs + 134Cs), картоплі — 1,1 мКі/кг (137Cs + 134Cs), сумарна доза опромінення — 220 мбер, з якої: зовнішнього — 76 мбер, загальна від радіонуклідів — 144 мбер (з них Cs — 142 мбер, Sr — 1 мбер).
13 жовтня 1993 року Рівненська обласна Рада народних депутатів ухвалила рішення про утворення Велюнської сільської ради з центром у селі Велюнь і підпорядкування їй села Загребля, що до цього перебувало у складі Миляцької сільської ради (постанова опублікована 16 грудня 1993 року).
Відповідно до Розпорядження Кабінету Міністрів України від 12 червня 2020 року № 722-р «Про визначення адміністративних центрів та затвердження територій територіальних громад Рівненської області» увійшло до складу Дубровицької міської громади.

## Населення
Станом на 1859 рік, у Велюні налічувалося 46 дворів та 320 жителів (192 чоловіків і 128 жінок), з них 315 православних, 4 євреїв і 1 римо-католик. За переписом населення Російської імперії 1897 року в селі мешкало 718 осіб, з них: 336 чоловіків та 382 жінки; 696 православних. Станом на 1906 рік у селі було 89 дворів та мешкала 771 особа.
За переписом населення Польщі 10 вересня 1921 року в селі налічувалося 177 будинків та 1116 мешканців, з них: 555 чоловіків та 561 жінка; 1086 православних, 22 юдеї та 8 римо-католиків; 1085 українців (русинів), 22 євреїв та 9 поляків.
Згідно з переписом УРСР 1989 року чисельність наявного населення села становила 902 особи, з яких 430 чоловіків та 472 жінки. На кінець 1993 року в селі мешкали 754 жителі, з них 172 — дітей.
За переписом населення України 2001 року в селі мешкало 689 осіб. Станом на 1 січня 2011 року населення села становить 635 осіб. Густота населення — 840,48 особи/км².

### Мова
Розподіл населення за рідною мовою за даними перепису 2001 року:
| Мова       | Відсоток |
| ---------- | -------- |
| українська | 99,29 %  |
| російська  | 0,42 %   |
| білоруська | 0,28 %   |

### Вікова і статева структура
Структура жителів села за віком і статтю (станом на 2011 рік):
| Вік   | Чоловіків | Жінок | Разом |
| ----- | --------- | ----- | ----- |
| 0-17  | 73        | 68    | 141   |
| 18-39 | 103       | 85    | 188   |
| 40-59 | 78        | 49    | 127   |
| 60+   | 65        | 114   | 179   |
| Разом | 319       | 316   | 635   |

### Соціально-економічні показники
| Працездатне населення | Працездатне населення | Працездатне населення | Працездатне населення | Працездатне населення | Працездатне населення | Непрацездатне населення | Непрацездатне населення | Непрацездатне населення | Непрацездатне населення | Непрацездатне населення | Непрацездатне населення | Все населення |
| Чоловіки              | Чоловіки              | Жінки                 | Жінки                 | Разом                 | Разом                 | Чоловіки                | Чоловіки                | Жінки                   | Жінки                   | Разом                   | Разом                   | 635           |
| ос.                   | %                     | ос.                   | %                     | ос.                   | %                     | ос.                     | %                       | ос.                     | %                       | ос.                     | %                       | 635           |
| --------------------- | --------------------- | --------------------- | --------------------- | --------------------- | --------------------- | ----------------------- | ----------------------- | ----------------------- | ----------------------- | ----------------------- | ----------------------- | ------------- |
| 186                   | 28                    | 139                   | 21                    | 325                   | 49                    | 97                      | 14                      | 129                     | 19                      | 226                     | 34                      | 635           |

| Зайняті  | Зайняті  | Зайняті | Зайняті | Зайняті | Зайняті | Безробітні | Безробітні | Безробітні | Безробітні | Безробітні | Безробітні | Все населення |
| Чоловіки | Чоловіки | Жінки   | Жінки   | Разом   | Разом   | Чоловіки   | Чоловіки   | Жінки      | Жінки      | Разом      | Разом      | 635           |
| ос.      | %        | ос.     | %       | ос.     | %       | ос.        | %          | ос.        | %          | ос.        | %          | 635           |
| -------- | -------- | ------- | ------- | ------- | ------- | ---------- | ---------- | ---------- | ---------- | ---------- | ---------- | ------------- |
| 5        | 3        | 11      | 7       | 16      | 10      | 27         | 17         | 9          | 6          | 36         | 23         | 635           |

| Дорослі | Діти | Пенсіонери | Інваліди Німецько-радянської війни | Учасники бойових дій | Інваліди всіх груп і категорій | Люди, які обслуговуються служб. соц. допом. на дому | Неповні сім'ї | Діти з неповних сімей | Багатодітні сім'ї | Діти з багатодітних сімей | Діти-інваліди | Діти-сироти | Одинокі багатодітні матері |
| ------- | ---- | ---------- | ---------------------------------- | -------------------- | ------------------------------ | --------------------------------------------------- | ------------- | --------------------- | ----------------- | ------------------------- | ------------- | ----------- | -------------------------- |
| 614     | 204  | 290        | -                                  | 3                    | 45                             | 37                                                  | 4             | 7                     | 11                | 39                        | 6             | -           | 1                          |

## Політика

### Органи влади
До 2020 року місцеві органи влади були представлені Велюнською сільською радою.

### Вибори
Село входить до виборчого округу № 155. У селі розташована виборча дільниця № 560260. Станом на 2011 рік кількість виборців становила 490 осіб.

## Культура
У селі працює Велюнський сільський клуб на 183 місць. Діє Велюнська публічно-шкільна бібліотека, книжковий фонд якої становлять 22 305 книг та яка має 6 місць для читання, 1 особу персоналу, кількість читачів — 513 осіб.

## Релігія

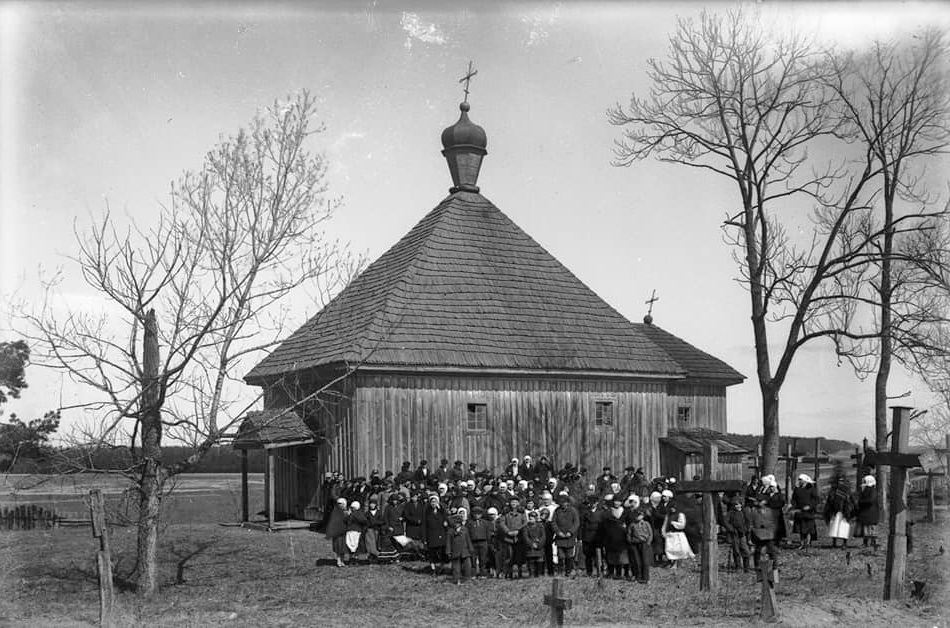
Стара Свято-Покровська Церква у Велюні (1778 року). Фото 1939 року.

Список конфесійних громад станом на 2011 рік:
| Релігійна громада УПЦ (Свято-Покровської) | УПЦ (МП) | 25 вересня 1991 | 20 | Церква | [ 34 ] |
| — православні.                            |          |                 |    |        |        |

У першій половині XIX століття у селі, яке тоді входило до Ровенського повіту, діяла греко-католицька церква Покрови Богородиці, до парафії якої належали села Біла та Лютинськ, а в 1840-х роках та другій половині XIX століття ця церква діяла як православна та називалася церквою Покрови Пресвятої Богородиці.

## Освіта
У селі діє Велюнська загальноосвітня школа І-ІІІ ступенів. У 2011 році в ній навчалося 110 учнів (із 200 розрахованих) та викладало 21 учитель.
Дошкільна освіта представлена дитячим садком «Велюнський дошкільний навчальний заклад „Колосочок“», у якому станом на 2011 рік навчалося 20 дітей і працювало 3 учителі та вихователі.

## Історія школи
У селі є загальноосвітня школа І-ІІІ ступенів. Історія сільської школи бере свій початок з кінця XIX ст. З переказів старожилів встановлено, що до 1905 року у Велюні існувала земська школа. Шкільного приміщення не було і тому батьки учнів орендували кімнати в сільських будинках. Навчання проводив один учитель, якого утримувала сільська громада.
В 1905 р., одночасно з церквою будувалася в селі нова школа. Школа називалася церковно-приходською. Такою вона проіснувала до 1925 р.
Після входження Західної України до складу Польщі школа перейшла на утримання держави. Навчання здійснювалося польською мовою, вивчався Закон Божий. Вчителями в школі були поляки Шафарик, Флярковський (директор школи), Ядвіга Ягодинська. В 30-х роках XIX ст. в шкільному приміщенні (корпус де навчаються зараз учні 1-4 кл.) не могли розміститися всі учні, тому орендували кімнати в хаті Ромаш Уляни Савівни.
У вересні 1939 р. радянські війська, виконуючи умови пакту Молотова — Ріббентропа, окупували Західну Україну. В країні почалося встановлення радянської влади. В селі в цей час була відкрита початкова школа. Шафарик та Флярковський виїхали до Польщі. В селі залишилася Ядвіга Ягодинська. В 1940 р. В село приїхав вчителювати Роберт Сатановський. Під час Німецько-радянської війни Р.Сатановський і Я.Ягодинська виїхали до Польщі. Ягодинська стала відомою письменницею, а Сатановський — диригентом Варшавського симфонічного оркестру. Довгий час вони вели листування з Ромаш Уляною Савівною.
У березні 1944 р. Висоцький район було звільнено від німецьких окупантів. В селі Велюнь відкривається початкова чотирирічна школа. Навчання проходило в колишній польській школі.
В 1945-46 н.р. у Велюнській початковій школі навчалося 97 учнів. Завідувачем був Гринюк Федір Миколайович. Навчали учнів три вчителі: Середа Галина Авраамівна, Ромаш Фіма Павлівна, Євтушенко Оксана Гнатівна.
Після закінчення війни почалося будівництво другого корпусу школи, який було відкрито в 1951 р. Приміщення мало 4 класи.
- В 1947-49 роках школу очолювала Євтушенко Оксана Гнатівна. В 1948 році в район прибуло поповнення педагогічних кадрів. Вчителювати у Велюнь приїхали Петро Васильович Поліщук і Мотря Кузьмівна Бучака.
- В 1949—1950 н.р. школа називалася прогресивною. Був відкритий 5-й клас. Школа з початкової перетворилася в семирічку. Директором школи в цей час була Коваленко Ірина Сезонтівна.
- В 1951—1952 н.р. відбувся перший випуск 7 класу. Семирічна школа у Велюні існувала до 1961 р.
- У 1952 р. директором школи був Лобода
- У 1953-54 н.р. директором школи працював Горегляд Василь Іванович.
- У 1954-55 н.р. директором школи був Фурманюк Степан Петрович.
- У 1955-56 н.р. школу очолював Сіренко Іван Петрович.
- З 1956 по 1962 н. р. школою керував Мирончик Володимир Тимофійович.
- В 1961 році відкривається 8 клас.
- З 1962 по 1965 навчальні роки директором школи був Якубенко Федір Пилипович.
- З 1965 по 1986 р. школу очолював Євкодімов Іван Олексійович. В 1972 році школа стала середньою. В ці роки на кошти колгоспу «Світанок» було побудовано третій корпус школи. В 1976 році відбувся перший випуск 10 класу.
- З 1986 по 1989 директором школи був Турович А. І.
- 1989—2004 роки — директором Велюнської загальноосвітньої школи була Бовгиря М. Я.
- У 2004 році директором школи стала колишня випускниця Охмак Світлана Омелянівна.

За час існування школу закінчило 1360 учнів, здобуло середню освіту 620 учнів. 20 учнів нагороджено золотими і срібними медалями. Перший учень-медаліст — Пасько Віктор Адамович. В школі функціонує музей народного артиста України, художнього керівника і головного диригента Черкаського державного заслуженого українського народного хору Євгена Івановича Кухарця, випускника школи.

## Інфраструктура
У селі наявний сквер площею 900 м². Наявне відділення поштового зв'язку.

## Відомі люди
- Борисюк Марія Наумівна — депутат Верховної Ради УРСР 9-10-го скликання.
- Кухарець Євген Іванович — композитор, народний артист УРСР, художній керівник і головний диригент Черкаського державного заслуженого українського народного хору.
- Ярмоліч Олександр Миколайович (1991—2015) — солдат ЗСУ, загинув у боях за Щастя.

#### Книги
- Населённые места Российской империи в 500 и более жителей : с указанием всего наличного в них населения и числа жителей преобладающих вероисповеданий по данным первой всеобщей переписи населения 1897 г / Тройницкий Н. А. — СПб, 1905. — 389 с. (рос. дореф.)

#### Офіційні дані та нормативно-правові акти
- Паспорт Дубровицького району (станом на 1 січня 2011 року) (doc). Дубровицька районна рада. Архів оригіналу за 10 лютого 2015. Процитовано 16 жовтня 2019.

#### Мапи
- Історичний Атлас України / Гол. ред. Л. Винар; Упорядн.: І. Тесля, Е. Тютько. Українське історичне товариство. — Монреаль; Нью-Йорк; Мюнхен, 1980. — 182 с.